# Gyulai 5. Számú Általános Iskola és Sportiskola

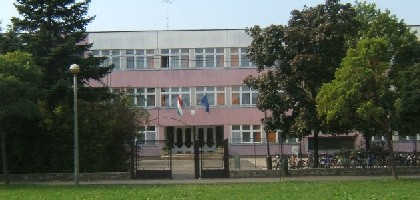
Gyulai 5-ös Számú Általános Iskola és Sportiskola

A Gyulai 5. Számú Általános Iskola és Sportiskola (avagy becenevén "Lila Iskola") Gyula városának egyik alapfokú oktatási intézménye.

## Története
Az iskolát 1979-ben építették, az akkori Városi Tanács megbízásából. Annak érdekében, hogy az épület ne nyolc, hanem tizenhat tantermes iskola legyen, közadakozás során gyűjtöttek elegendő tőkét. Az alapítója az iskolának az állam, valamint annak képviseletében az oktatásért felelős minisztérium volt. Az iskola neve eredetileg 5. Számú Általános Iskola volt, majd 2004-től kibővült a Sportiskola névvel. 2007-től a Gyulai Alapfokú Közoktatási Intézmény (GYAKI) tagja lett, jelenleg pedig az Implom József Általános iskola tagintézményeként működik. Az iskola címe: 5700 Gyula, Nürnbergi utca 2.

## Az iskoláról
Az iskola nevéhez méltón nagy hangsúlyt fektet a sportolási lehetőség biztosítására, közoktatási típusú sportiskolai kerettantervvel működik, így várja a sportolásra vágyó tanulókat. Ehhez biztosított a tágas sportudvar, valamint a korszerű tornaterem is. Ezen felül az ide járók találkozhatnak egy zöldövezettel, játszó-pihenő parkkal, valamint szaktermek biztosítják a minőségi oktatás feltételeit.
Az iskola törekszik arra, hogy a diákokat egyéni képességeik szerint képezzék, teret engedve az esélyegyenlőségnek. A tehetségek gondozására nagy hangsúlyt fektetnek, számtalan megyei és országos versenyen szerzett előkelő eredmény fűződik az iskola és azok tanulóinak nevéhez. Az iskola gondol a sajátos nevelési igényű tanulókra is - gyógypedagógus is áll rendelkezésre az iskolában, aki az Ő képzésükre fordít figyelmet, valamint ezen nebulók számára speciális helyiség is ki lett alakítva.
Az iskola pályázatok révén korszerű technológia bevezetésére nyert lehetőséget, így laptoppal, digitális táblával, projektorral és számítógépekkel tudja biztosítani a korszerű oktatást. Kiemelt figyelmet fordít a sportokra, melyekkel (kézilabda, úszás, labdarúgás, stb.) az utánpótlás képzését is biztosítani képes. Az egészségre való odafigyelést többféle módon tudják garantálni: a fogászati rendelő mellett büféjük az "Egészséges Büfé" címet nyerte el.

## Híres diákok
- Dr. Kamarás Géza (ügyvéd)
- Veres István (műszaki tudományok doktora)
- Dr. Müller Adrienn (Lettország magyarországi nagykövete)
- Ökrös Gergő (TV2 producere)
- Annus Adrián (olimpikon)
- Prohászka Béla (Venesz-díjas mesterszakács)
- Kiss László (gimnáziumi tanár, író)
- Tébi Márta (színésznő)
- Milek Joci (A Magna Cum Laude alapító tagja - ma már nem tagja az együttesnek)